# アムダール
アムダール (Amdahl Corporation) は、1970年、IBMの元従業員ジーン・アムダール博士が創業した企業。IBMメインフレームの互換コンピュータを製造した。1997年7月、富士通の完全子会社となり、独立した企業としては消滅した。本拠地はカリフォルニア州サニーベール。
アムダールは大型メインフレームの主要供給業者であった。後にはUNIXなどオープンシステムソフトウェアとサーバ、ストレージサブシステム、データ通信製品、アプリケーション開発ソフトウェア、各種教育およびコンサルティングなどを商品とした。1970年代、IBMはメインフレーム市場をほぼ独占するようになり、アムダールはプラグコンパチブル（互換機を参照）で低価格のマシンで「ビッグブルー」にある程度対抗した。事情通のIBMの顧客はIBMのセールスマンが来たときにアムダールのロゴ入りマグカップをわざと持たせて楽しんだという。

## 設立当初

1976年1月時点のロゴ

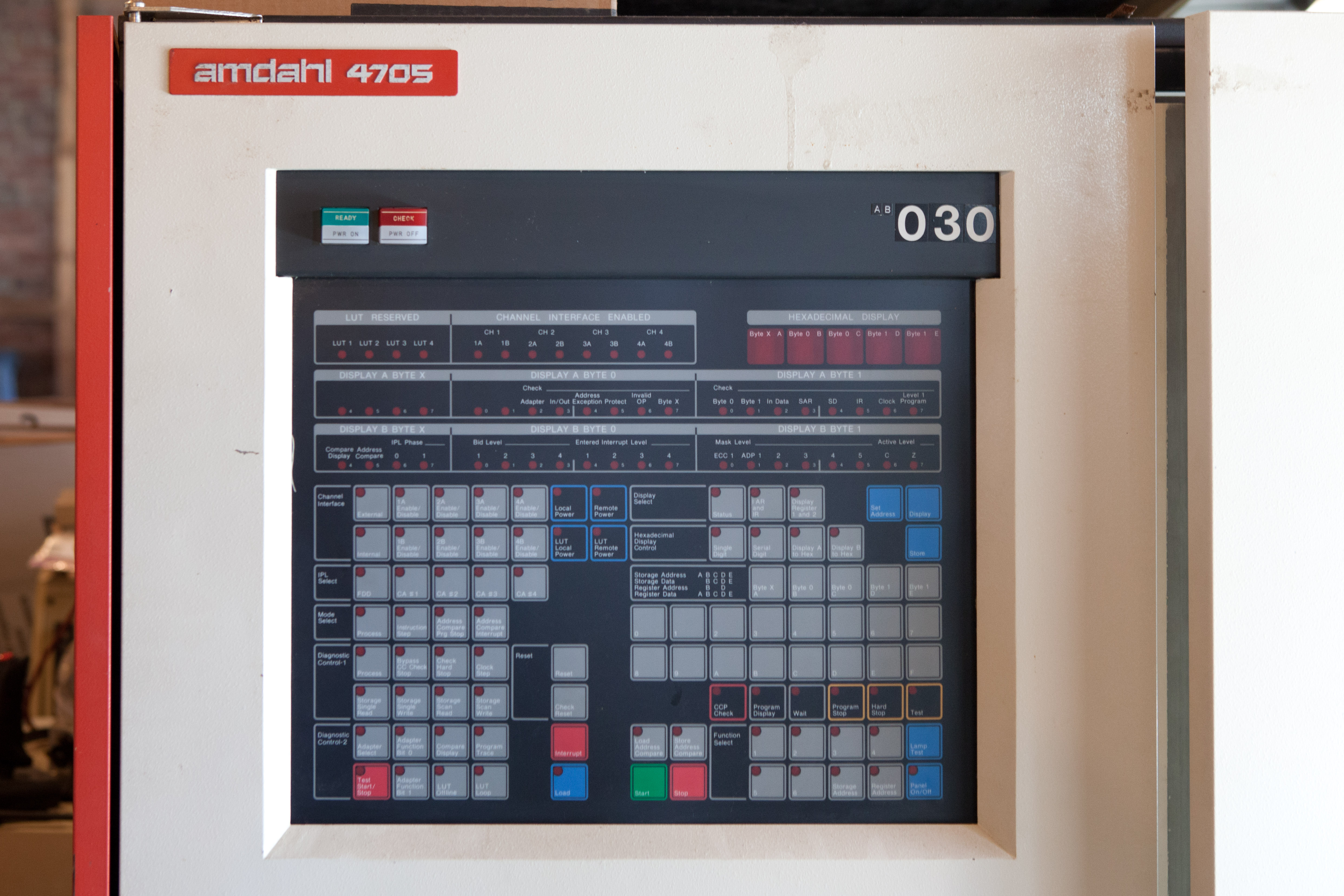
Amdahl 4705 通信コントローラのフロントパネル

アムダール社の最初の製品は1975年の Amdahl 470/6 で、当時のIBM System/370 ファミリのハイエンド機に対抗したものである。しかし、IBMが Dynamic Address Translation (DAT) を発表したため、アムダールは470/6をやめて470V/6を発表した。ジーン・アムダールはIBMにいたころ System/360 の設計チームにいた。System/370 はその後継である。21世紀となった現在の System z でもSystem/360用プログラムを実行可能である。登場した当時、470V/6 はSystem/360に比べて低価格で高性能であった。470V/6の最初の2台は、NASA（シリアル番号00001）とミシガン大学（シリアル番号00002）に納入されている。その後の四半世紀、アムダールとIBMはハイエンドサーバ市場で熾烈な争いを繰り広げてきた。アムダール社は最大で24%の市場シェアを握ったことがある。アムダール社の成功の影にはIBMと米国司法省の間の独占禁止法違反の裁判がある。その裁判のおかげでアムダール社の顧客はIBMのメインフレーム用ソフトウェア（オペレーティングシステムを含む）を妥当な条件で使用できたのである。
ジーン・アムダール博士は70年代後半から80年代初期にかけて、シングルプロセッサのメインフレームの能力向上を約束した。アムダール社の技術者は富士通の回路設計者と共同で、高速ECLチップを独自の空冷方式で冷却する方式を開発した。オートバイのエンジンの周りにあるひれのようなヒートシンクがチップの上に置かれたものである。当時のIBMのシステムは水冷式で冷却システムのためにコストがかかっていたが、アムダールはこの特許技術で完全に空冷式のメインフレームを可能にした。
470システムでは、多層基板上に6×7個のチップを並べ、垂直な柱にそれを設置した。この基板には8個のコネクタがあり、マイクロ同軸ケーブルでシステムコンポーネント間を相互接続している。中央処理装置で一般的なバックプレーンは使われていない。基板を設置する柱は1面あたり少なくとも3枚の基板を保持する。それぞれの柱には3つの大きなファンが付属しており、大量の空気を動かしてチップ群を冷却する。
580システムでは、チップを11×11個配列したものを Multi-Chip Carriers (MCCs) と呼び、これをシステム内の空気の流れを考慮して配置した。MCCsは大型の矩形フレームで水平に設置された。MCCsは複雑な物理配線システムに接続され、プロセッサの「サイドパネル」がシステムを相互接続した。全体としてクロック伝播遅延を考慮して同期させ、非常に高クロックで動作可能となっている（クロックサイクルは15から18ナノ秒）。筐体には高速ファンが装備され、MCCsに対して水平な気流を発生する。
アムダール社のシングルプロセッサシステムの追加機種として Amdahl 470V/5、/7、/8 がある。470V/8 は 1980年に登場し、性能向上のために高速な64Kキャッシュバッファを装備し、初めてのハードウェアによるVMサポート機能 Multiple Domain Facility を導入した。
アムダールはまた470V/5と/7で、顧客が必要なときにより高い性能を発揮するようCPUのクロック速度可変機能を開発した。この機能は使った時間に応じて顧客が支払いをする方式を採用した。アムダール社内では、この機能が顧客を怒らせるのではないかという懸念もあったが、管理者が費用を制御できるということで人気の機能となった。
起業家ジーン・アムダールは、自らの設立したこの会社を1980年に去り、新たな会社をいくつか興している。
ジーン・アムダールが去り、富士通の影響が増大すると、アムダール社は80年代中ごろに（それまでのシングルプロセッサへの固執を捨て）マルチプロセッサシステム 5870 および 5880 を登場させた。
また、Tom O'Rourke の指揮下でIBMの周辺機器（フロントエンドプロセッサやストレージなど）事業にも進出を試みた。アムダール社内には事業拡大に反対する一派がいて、こういった事業展開を妨害した。周辺機器事業は当初、大いに成功した。前CEOの Jack Lewis はこの事業に賛成していたが、反対派は周辺機器事業への投資を制限させた。そのため、相変わらずIBM互換プロセッサを主力製品とし続けたため、コンピュータ業界の中心が汎用のマイクロプロセッサに移っていった際に他の製品への転換ができず、衰退することとなった。

## 市場からの撤退
アムダール社が最も調子が良かったのは、IBMがCMOS技術への転換を行った1990年代前半であろう。IBMの最初のCMOS版メインフレーム IBM 9672 G3 および G4 は従来のバイポーラ技術と比較してコストパフォーマンスが全く改善されておらず、アムダール社が一時的に技術的優位に立った。しかし、IBMのCMOS戦略は徐々に技術的に円熟し、低コストで高性能なメインフレームを生産できるようになっていった。2000年にIBMが64ビットの zSeries 900 を発表したとき、アムダール社のハードウェアビジネスは事実上終わった。彼らには 31ビットアドレスの Millennium と OmniFlex サーバしか売るものがなかったからである。2000年後半、富士通/アムダールは IBM互換の 64ビットシステムを開発するために必要な10億ドルをかける計画がないことを発表した。
歴史的に、富士通/アムダールの決断が正しかったかどうかは不明瞭である。他のサーバプラットフォームとの激しい競争にも拘らず、IBMの zSeries はLinuxの利用やインターネットの成長に伴うトランザクションの増加に対応するシステム（CICS、IMS、DB2などのサブシステム）として、2009年現在でも採用され続けている。zSeries は価格が低下しているにもかかわらず販売金額が増え続けているのである。2005年終盤、富士通はEDS社との提携を発表し、PRIMEQUEST を日本以外で販売すると発表した。これはIBMのメインフレームとは全く互換性はない。同じころアムダールは ObjectStar というソフトウェアを開発したが、マネジメント・バイアウトで独立され、最終的にソフトウェア企業であるTIBCOがObjectStarを取得した。

## アムダール社の顧客の選択肢
z/OS 1.5 は 31ビットメインフレーム上でも動作するIBMのオペレーティングシステムとしては最新のものであり、アムダール社のマシンでも動作する。IBMは z/OS 1.5 のサポートを2007年3月29日で実質的に終了した。2006年5月、IBMは新たな z/VSE Version 4 を発表し、64ビットのみで動作する（つまり31ビットシステムのサポートが近く終了する）ことを示した。2005年12月に登場した z/TPF も64ビットシステム用のみである。31ビットシステム向けLinuxはオープンソースコミュニティやディストリビュータが興味を持っている間は存続するだろう。従って、アムダールのハードウェアの寿命はもう少し続くかもしれないが、64ビットシステムへの移行は基本的に完了している。企業や政府機関の中にはアムダールのシステムを2006年中ごろの現在も使い続けているところもある。また、富士通/アムダールも2009年3月31日まで交換部品などを保持してサポートサービスを行っていた。
IBMは 2004年5月に zSeries 890 を登場させるまでアムダールの顧客に置換を提案できる機種を持っていなかった。zSeries 800 も魅力的な置換候補であり、2005年終盤のシステム価格は10万ドルを割っている。 System z9 BC は 2006年5月に登場してさらにIBMに顧客をひきつけているし、BCが登場したことでz800やz890の価格がさらに下がっている。2008年後半に登場した System z10 BC もまた有力な移行先となった。実際、富士通/アムダールはIBMメインフレームの中古品を販売して顧客のIBM製品への移行を促した。他の選択肢としては、サポートなしで使用し続けるか、アプリケーションを移植して全く別のプラットフォームに移行するか、メインフレームをエミュレートするソフトウェア FLEX-ES を使用するかである。
アムダールのESA/390エミュレーションプロジェクトは、Platform Solutions Inc. (PSI) という名で復活した。インテル、HP、マイクロソフトなどが出資し、Itaniumベースのコンピュータ上でz/Architectureマシンをエミュレートし、System z のOSを動作させ、IBMの周辺機器も接続可能にすると同時に、IBMの周辺機器の必要性もなるべく低減させるために、周辺機器もエミュレートするという方針だった。LPAR方式で、IBMのOSだけでなくItanium用のLinux、HP-UXといったOSも同時に動作させる。エミュレーションマシンは最低2個のCPUを実装するHP製のItanium 2ベースのハードウェアで実現され、1個のCPUはLinuxが走行するI/Oプロセッサとして動作し、残りのCPUがz/Architectureをエミュレートした。
2007年第1四半期にPSIはシステムの出荷を開始したが、IBMは特許侵害訴訟を起こし、IBMはPSIのシステム向けにはOSをライセンスしないという方針を打ち出した。PSIはこれに対抗し、IBMがかつて米国司法省と合意したハードウェアとソフトウェアの抱きあわせ販売禁止という約束を破っていると訴えた。2008年7月、IBMがPSIを買収することで合意し、両社は訴えを取り下げた。
富士通は日本国内でGS21/PRIMEFORCEというメインフレームを販売し続けている。これは基本的にESA/390互換でアムダールの技術も利用しているが、富士通の独自OSであるOSIV/MSP-EXとOSIV/XSPが動作するようになっている。MSP-EXはIBMのMVS/ESAに似ており、XSPはIBMのVSE/ESAに似ている。富士通はz/Architectureをライセンスまたは実装する予定はない。